# Großherzoglich Badische Staatseisenbahnen

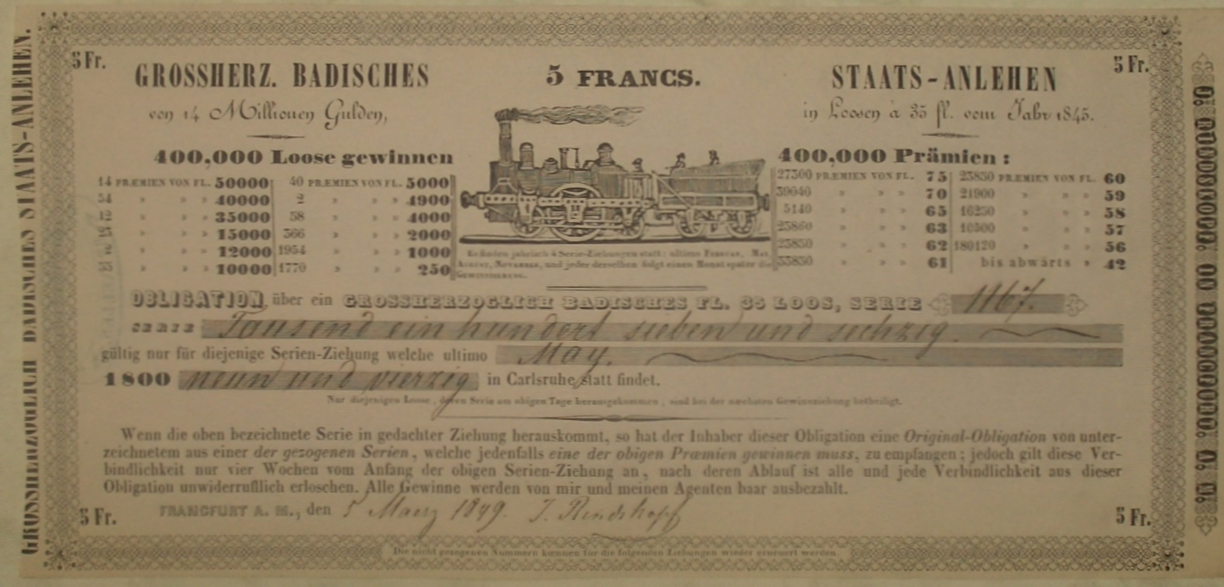
Badische Prämienanleihe von 1845/49 zur Finanzierung des Eisenbahnbaus

Badische Eisenbahnanleihe von 1907

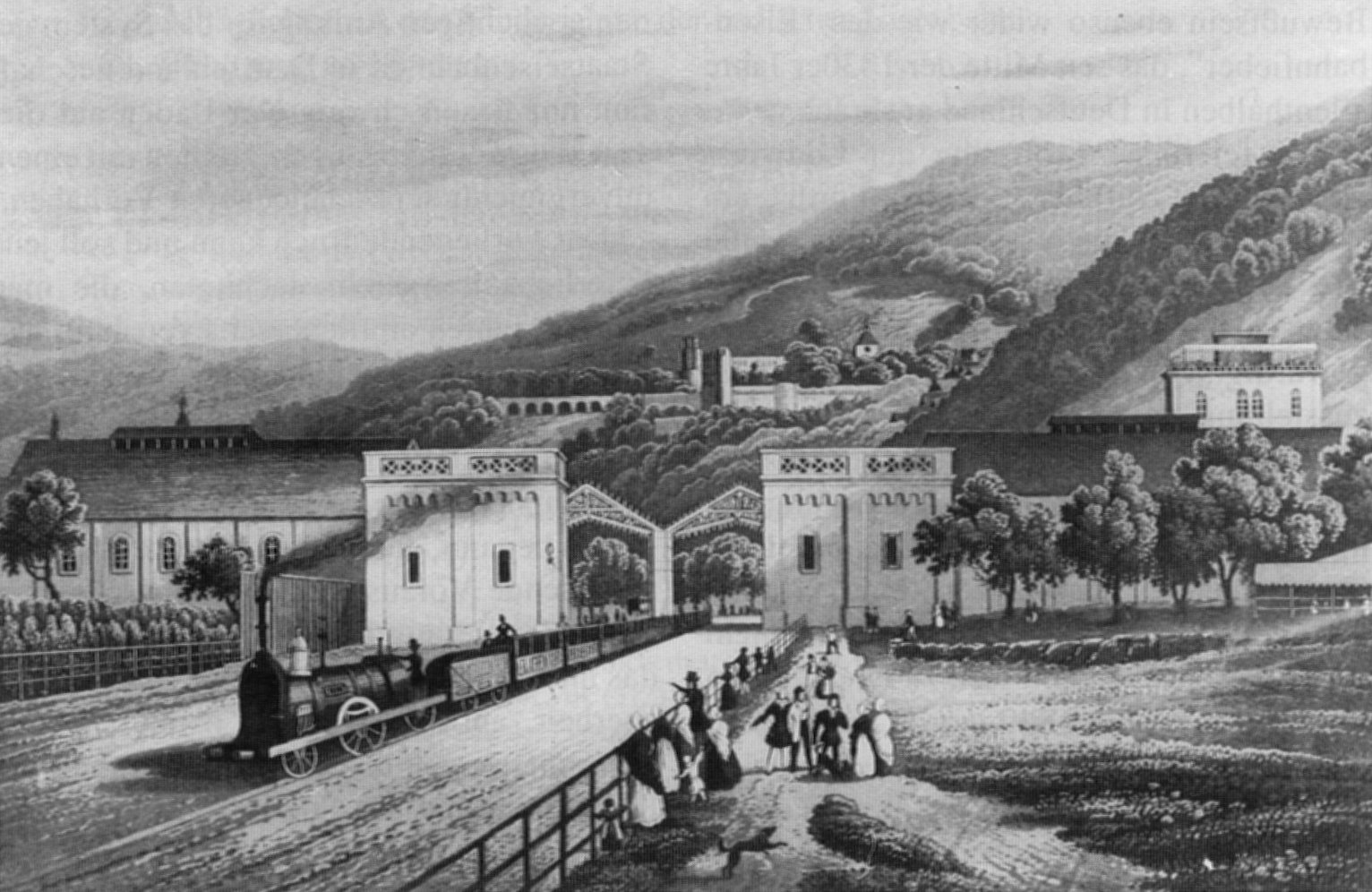
Ausfahrt eines Zuges aus dem Heidelberger Bahnhof, 1840

Im Großherzogtum Baden entstand ab 1840 eine Staatsbahn, die 1872 unter der Bezeichnung Großherzoglich Badische Staatseisenbahnen, abgekürzt BadStB, zur eigenständigen Eisenbahnverwaltung wurde. Ihr Streckennetz betrug zuletzt etwa 2000 Kilometer.
Mit der Verstaatlichung der deutschen Länderbahnen in der Weimarer Republik gingen diese im April 1920 in den Deutschen Reichseisenbahnen auf, die 1924 in das selbstständige Staatsunternehmen Deutsche Reichsbahn (DR) überführt wurden.

## Geschichte

### Gründung
Nach dem Herzogtum Braunschweig war Baden der zweite deutsche Staat, der den Bau und Betrieb von Eisenbahnen auf Rechnung des Staates in die Hand nahm. Im Jahr 1833 wurde zum ersten Mal von dem Mannheimer Unternehmer Ludwig Newhouse der Bau einer Eisenbahnstrecke von Mannheim nach Basel vorgeschlagen, dies fand aber zunächst keine Zustimmung bei der badischen Regierung. Auch weitere Vorstöße, z. B. durch Friedrich List, blieben zunächst ohne Erfolg. Erst die Gründung einer Eisenbahngesellschaft im benachbarten Elsass zum Bau einer (linksrheinischen) Linie von Basel nach Straßburg im Jahr 1837 führte zu ernsthaften Planungen zum Bau einer (rechtsrheinischen) Eisenbahn in Baden, um das Abwandern der Verkehrsströme ins Elsass zu vermeiden. In einem außerordentlichen Landtag beschloss die Badische Ständeversammlung am 29. März 1838 drei Gesetze zum Bau der ersten Strecke zwischen Mannheim und der Schweizer Grenze bei Basel nebst einer Stichbahn nach Baden-Baden und einer Zweigstrecke nach Straßburg. Der Bahnbau sollte auf Staatskosten erfolgen, wofür sich insbesondere Karl Friedrich Nebenius eingesetzt hatte. Im September 1838 war Baubeginn.
Für den Eisenbahnbau war das Innenministerium zuständig, das für diesen Zweck eine eigene Behörde, die Eisenbahn-Bau-Direktion gründete. Später wurde die Eisenbahnbaubehörde in die Oberdirektion des Wasser- und Straßenbaus eingegliedert. Der Betrieb der Eisenbahn war dagegen dem Außenministerium zugeordnet, das diese Aufgabe der Oberpostdirektion übertrug, die fortan Oberdirektion der Posten und Eisenbahnen genannt wurde. Erst mit der Eingliederung der Badischen Post in die Reichspost 1872 entstand eine eigenständige Eisenbahnverwaltung in Baden, die Großherzoglich Badischen Staatseisenbahnen.
Nach der Abdankung des Großherzogs am 9. November 1918 wurden diese umbenannt in Badische Staatseisenbahnen. 1920 wurden die Badischen Staatseisenbahnen, wie alle Länderbahnen, dem Reichsverkehrsministerium als Zweigstelle Baden unterstellt. Weitere Umbenennungen folgten 1921 (Generaldirektion Karlsruhe der Deutschen Reichsbahn) und 1922 (Deutsche Reichsbahn, Reichsbahndirektion Karlsruhe).

### Entwicklung der Hauptstrecken

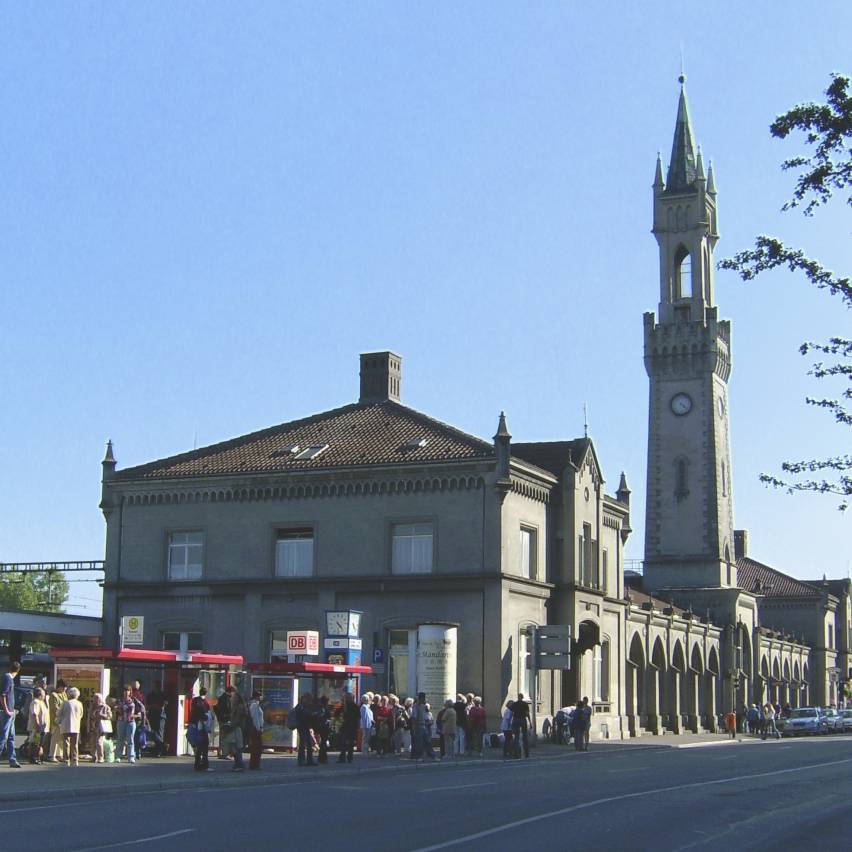
Der Konstanzer Bahnhof besitzt noch heute den für die frühen Badischen Bahnhofsbauten typischen schlanken Glockenturm

Die erste Strecke, auch als Badische Hauptbahn bezeichnet, wurde in den Jahren 1840–1863 schrittweise fertiggestellt. Der erste, 18,5 km lange, Abschnitt zwischen Mannheim und Heidelberg wurde am 12. September 1840 in Betrieb genommen. Zunächst wurde die Strecke mit den Lokomotiven Greif und Löwe befahren, 1841 kam die dritte Lokomotive Heidelberg hinzu. Während der ersten beiden Betriebsjahre hatte der englische Ingenieur Thomas Turner die Aufsicht über den Fahrbetrieb, er stammte von der Lokomotivenfirma Sharp, Roberts & Co., die die ersten badischen Lokomotiven geliefert hatte. Im Ausbau des Netzes folgten die Abschnitte bis Karlsruhe 1843, Offenburg 1844, Freiburg im Breisgau 1845, Schliengen 1847, Efringen-Kirchen 1848 und Haltingen 1851. Die Seitenbahnen nach Kehl und Baden-Baden waren bereits 1844 bzw. 1845 eröffnet worden. Die Weiterführung der Hauptstrecke durch Basler Gebiet erforderte Verhandlungen mit der Schweizerischen Eidgenossenschaft, wobei Meinungsverschiedenheiten über den besten Ort für den Anschluss der badischen Bahn an das Schweizer Netz – Basel oder Waldshut – zu Verzögerungen führten. Im Staatsvertrag vom 27. Juli 1852 konnte eine Übereinkunft gefunden werden über «die Weiterführung der badischen Eisenbahnen über schweizerisches Gebiet».

#### Breitspur
Baden erbaute seine Eisenbahnstrecken als einziger deutscher Staat zunächst in 1600-mm-Breitspur. Ebenso versuchte der Staat, Württemberg um 1844 bei den Verhandlungen zum Bau der Württembergischen Westbahn auf seine Spurweite zu verpflichten. Nachdem die Fehlentscheidung bei der Wahl der Spurweite offensichtlich wurde, verteidigte die badische Politik sie zunächst noch vehement. So argumentierte der Hofmarschall Freiherr von Göler 1846 in einer Sitzung der Ersten Kammer der Landstände:

„Ich glaube, dass man auf die Übereinstimmung in der Spurweite einen viel zu hohen Wert legt; angenommen auch, dass durch Deutschland ein und dasselbe Gleis wäre, so würde nie und nimmer ein badischer Wagen auf der Württembergischen Eisenbahn fahren.“

#### Normalspur
Erst nachdem sich herausstellte, dass alle Nachbarländer die Normalspur (1435 mm) bevorzugten, baute die Badische Staatsbahn innerhalb nur eines Jahres 1854/55 alle ihre bis dahin erstellten Strecken um (Umspurung).
Die Bahn erreichte Basel 1855, Waldshut 1856 und Konstanz 1863. Damit war die 414,3 km lange Badische Hauptbahn fertiggestellt. Nachdem mit der Badischen Hauptbahn die wichtige Nord-Süd-Achse Mannheim–Basel sowie die Anbindung des Bodenseeraums realisiert waren, konzentrierten sich die weiteren Netzausbauten auf die Erschließung des Raums Pforzheim mit der Strecke Karlsruhe–Pforzheim–Mühlacker (eröffnet 1859–1863), die Anbindung des Odenwaldes und Tauberfrankens mit der Odenwaldbahn Heidelberg–Meckesheim–Mosbach–Würzburg (eröffnet 1862–1866) sowie der Schaffung einer Direktverbindung von Karlsruhe nach Konstanz ohne den Umweg über Basel in Form der Schwarzwaldbahn (eröffnet 1866–1873).

### Anbindung an die Nachbarländer

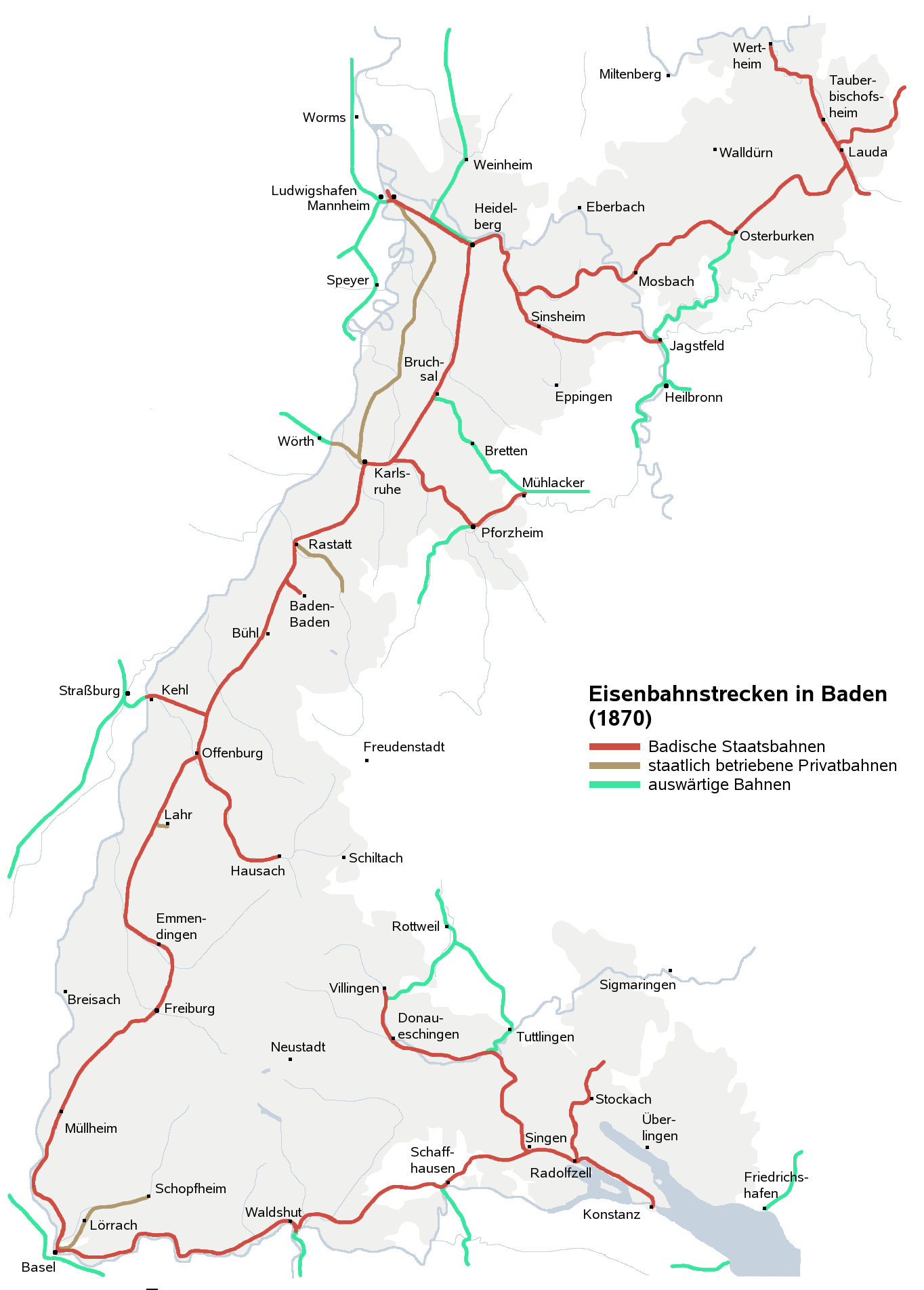
Plan der Eisenbahnstrecken in Baden 1870

Schon beim Bau der Badischen Hauptbahn war die Verknüpfung mit dem Schweizer Eisenbahnnetz geplant. Diese konnte erstmals mit der Inbetriebnahme der von Robert Gerwig gebauten Rheinbrücke bei Waldshut am 18. August 1859 fertiggestellt werden. Weitere Verbindungen entstanden 1863 in Schaffhausen, 1871 in Konstanz und 1875 in Singen am Hohentwiel. Die Basler Verbindungsbahn, die den rechtsrheinischen Badischen Bahnhof mit dem linksrheinischen Centralbahnhof verbindet und die heute die wichtigste Eisenbahnverbindung zwischen Deutschland und der Schweiz darstellt, wurde erst 1873 eröffnet. Als besonders schwierig erwies sich, dass sich durch die Annexion von Elsass und Lothringen durch das Deutsche Reich 1871 und den forcierten Ausbau der Reichseisenbahnen in Elsaß-Lothringen der Durchgangsverkehr aus den Niederlanden und Nord-West-Deutschland in die Schweiz massiv auf die linksrheinische Verbindung Mainz–Straßburg–Basel verlagerte. Die angesammelten Gewinne der Bahn seit 1840 wurden in den folgenden Jahren komplett verbraucht, um die Anleihen für den Bau der Bahnen zurückzahlen zu können. 1880 waren sie erschöpft. Erst eine Tarifreform 1878 brachte Besserung.
Die Verbindung nach Norden in Richtung Weinheim-Darmstadt–Frankfurt am Main wurde bereits seit 1846 durch die Bahnstrecke Frankfurt am Main–Heidelberg der Main-Neckar-Eisenbahn-Gesellschaft hergestellt, an der das Großherzogtum Baden beteiligt war. 1879 folgte die Riedbahn, an der Baden allerdings keinen Anteil besaß. Seit 1861 gab es nach dem Bau der Rheinbrücke zwischen Kehl und Straßburg auch eine direkte Verbindung mit Frankreich. Der Anschluss an die Pfalz wurde zunächst 1865 mit einer Schiffbrücke bei Karlsruhe–Maxau sowie 1867 mit der Verbindung zwischen Mannheim und Ludwigshafen realisiert. Die Verbindung mit Bayern erfolgte mit Eröffnung der Badischen Odenwaldbahn 1866.
Besonders schwierig waren die Verhandlungen über eine Verbindung mit Württemberg, zumal beide Länder direkt um den Verkehr zwischen Deutschland und den Alpenpässen konkurrierten. Während Baden die Anbindung über Pforzheim favorisierte, war Württemberg an einer möglichst direkten Anbindung in Bruchsal interessiert. Die Einigung konnte in einem Staatsvertrag am 4. Dezember 1850 besiegelt werden, wobei Württemberg der Bau der direkten Linie Stuttgart–Mühlacker–Bretten–Bruchsal (Württembergische Westbahn) auch auf badischem Territorium zugestanden wurde, während Baden die teilweise in Württemberg liegende Verbindung Pforzheim–Mühlacker (siehe Bahnstrecke Karlsruhe–Mühlacker) bauen und betreiben durfte. Die Anbindung in Bruchsal wurde bereits 1853 in Betrieb genommen.
Zum 1. April 1918 wurde in Angleichung an die benachbarten Preußischen Staatseisenbahnen (Königlich Preußische und Großherzoglich Hessische Eisenbahndirektion Mainz) auch bei den Großherzoglich Badischen Staatseisenbahnen die 4. Klasse eingeführt.

### Weitere Ausbauten
Weitere Erweiterungen des Streckennetzes dienten insbesondere der regionalen Erschließung oder wurden unter militärischen Gesichtspunkten errichtet. Erwähnenswert sind:
- die Neckartalbahn Neckargemünd–Eberbach–Jagstfeld, eröffnet 1879
- die Höllentalbahn Freiburg (Breisgau)–Neustadt (Schwarzwald), eröffnet 1887
- die strategischen Umgehungsbahnen am Hochrhein: Bahnstrecke Weil am Rhein–Lörrach, Wehratalbahn und die Fertigstellung der Wutachtalbahn (alle zwischen 1887 und 1890)
- die strategische Bahn Graben-Neudorf–Karlsruhe–Rastatt–Roeschwoog (Elsass), eröffnet 1895

Um 1895 war das Eisenbahnnetz der Badischen Staatsbahn bis auf kleinere Ergänzungen fertiggestellt. Im Jahr 1900 umfasste es 1996 km Streckenlänge, davon 1521 km im Eigentum der Staatsbahn. In den Folgejahren lag der Schwerpunkt der Ausbaumaßnahmen beim Umbau der Knotenbahnhöfe. Die wichtigsten Umbauten betrafen:

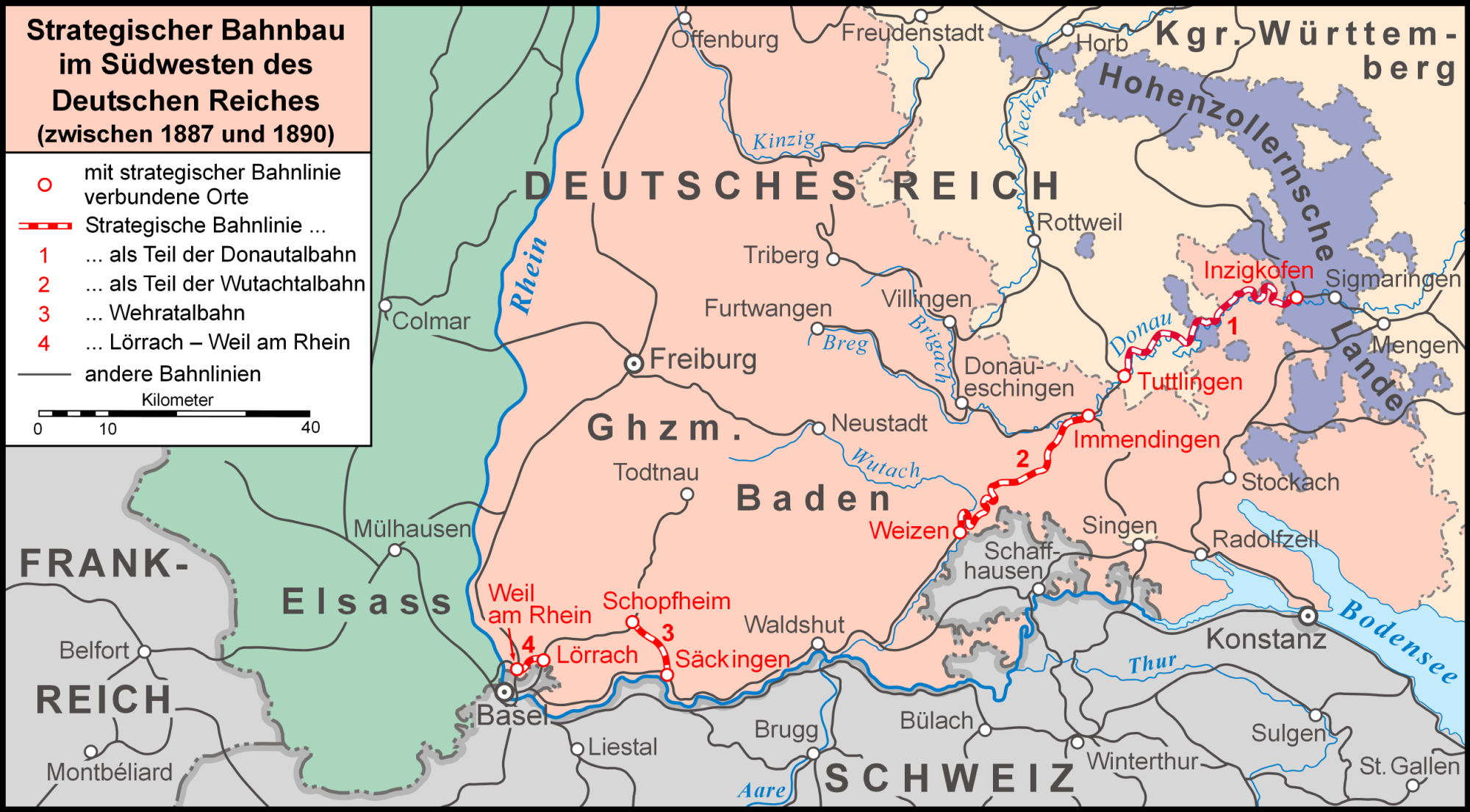
Der Strategische Bahnbau in Südbaden und im Donautal zwischen 1887 und 1890

- Neubau Rangierbahnhof in Karlsruhe, 1895
- Neubau Bahnhof Rastatt, 1895
- Neubau Güterumgehungsbahn Freiburg (Breisgau), 1905
- Neubau Badischer Güterbahnhof in Basel, 1905
- Neubau Güterumgehungsbahn Bruchsal, 1906
- Neubau Rangierbahnhof in Mannheim, 1906–1907
- Neubau Bahnhof Offenburg mit Rangierbahnhof, 1911
- Neubau Badischer Bahnhof in Basel mit nördlich anschließendem neuem Badischen Rangierbahnhof bei Weil am Rhein, 1913
- Neubau Hauptbahnhof in Karlsruhe, 1913
- Neubau Rangier- und Güterbahnhof in Heidelberg, 1914

Der Neubau des Heidelberger Hauptbahnhofs konnte wegen des beginnenden Ersten Weltkriegs nicht mehr fertiggestellt werden, daher verzögerte sich der Bau bis 1955.

### Staatlich betriebene Privatbahnen
Mehrere Bahnstrecken in Baden wurden von privater Hand gebaut, aber von der Staatsbahn betrieben und in den meisten Fällen später ganz übernommen. Dabei handelt es sich nicht nur um Nebenstrecken mit ausschließlich lokaler Bedeutung wie der Wiesentalbahn Basel–Schopfheim–Zell im Wiesental, eröffnet 1862, sondern auch um Hauptbahnen. Neben dem Bestreben der Städte, die bisher ohne Eisenbahnanschluss geblieben waren, nach einer besseren Anbindung an das Verkehrsnetz engagierten sich auch die größeren Städte des Landes beim Bahnbau, um ihr Umland zu erschließen und ihre Stellung als Verkehrsknotenpunkte zu festigen. So betrieb die Stadt Mannheim den Bau einer direkten Eisenbahnverbindung nach Karlsruhe ohne den Umweg über Heidelberg, um aus dem Verkehrsschatten zu treten, in den sie durch die Verknüpfung der Badischen Hauptbahn mit der nach Norden weiterführenden Bahnstrecke Frankfurt am Main–Heidelberg in Friedrichsfeld geraten war. Im Gegenzug engagierte sich die Stadt Heidelberg für den Bau der Strecke Heidelberg–Schwetzingen–Speyer, um ihre Stellung als Knotenpunkt zu festigen.
Die wichtigsten privat erbauten Strecken, die von der Staatsbahn betrieben wurden, sind:
- die Maxaubahn von Karlsruhe an den Rhein, gebaut von der Stadt Karlsruhe, eröffnet 1862, stellte die erste Verbindung der Eisenbahnen Badens und der Pfalz her, verstaatlicht 1906
- die Strecke Mannheim–Schwetzingen–Graben-Neudorf–Eggenstein–Karlsruhe, gebaut von der Stadt Mannheim, eröffnet 1870 und am Tag der Eröffnung von der Badischen Staatsbahn übernommen
- die Kraichgaubahn Karlsruhe–Bretten–Eppingen mit Fortsetzung nach Heilbronn, gebaut von der Stadt Karlsruhe, eröffnet 1879 und am Tag der Eröffnung von der Badischen Staatsbahn übernommen

### Eingliederung in die Reichsbahn

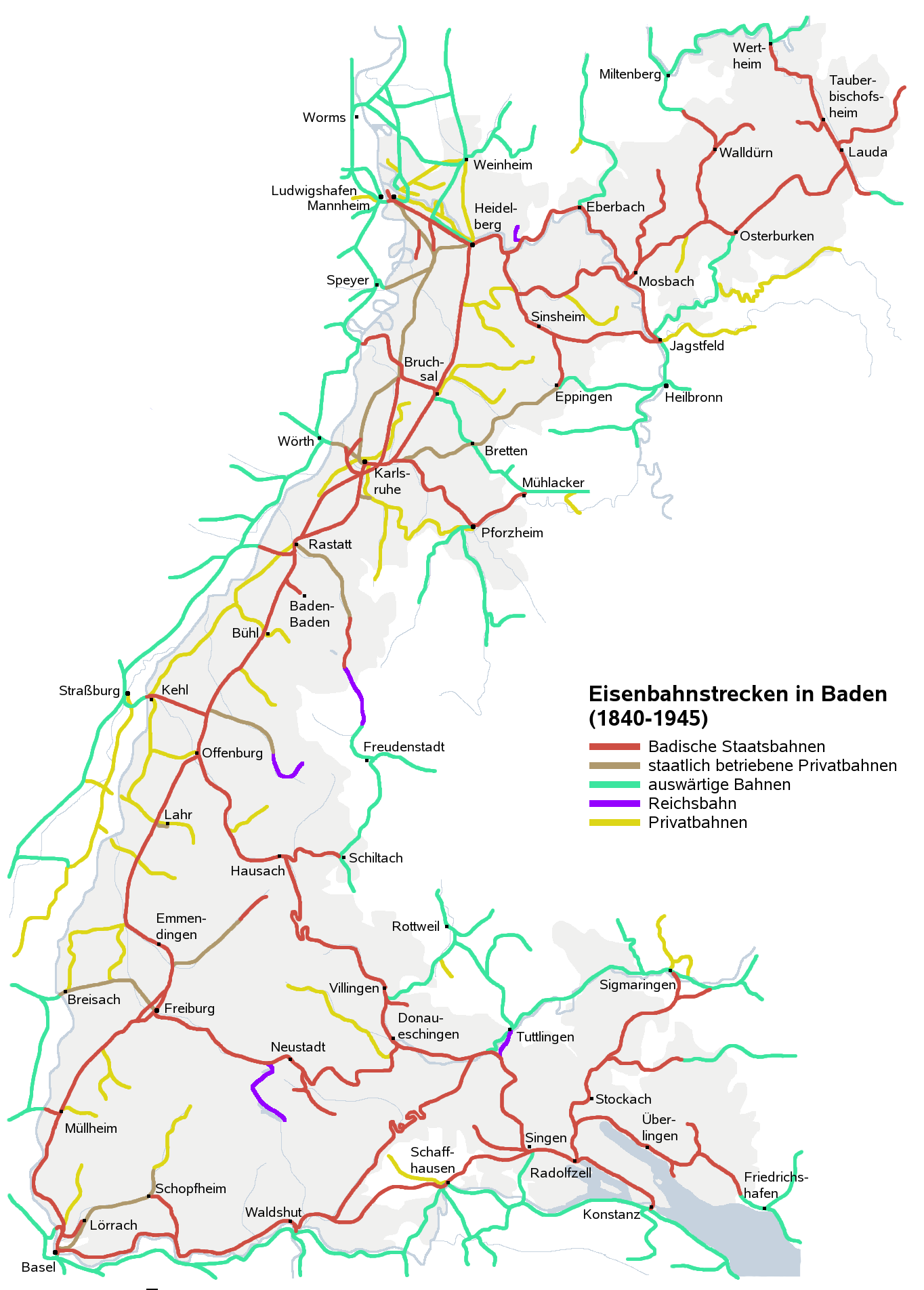
Plan der vor 1945 erbauten Eisenbahnstrecken in Baden

Mit der Gründung der Reichseisenbahnen am 1. April 1920 ging die Badische Staatsbahn in den Besitz des Reiches über. Die Bahnverwaltung in Karlsruhe wurde zur Reichsbahndirektion Karlsruhe. Bei der Gründung der Reichsbahn war eine Wunschliste über noch nicht realisierte Bahnstrecken in Baden aufgestellt worden, von denen allerdings nur vier Strecken gebaut wurden:
- die Verlängerung der Renchtalbahn nach Bad Peterstal 1926 und Bad Griesbach 1933
- die Dreiseenbahn Titisee–Seebrugg 1926
- der Lückenschluss auf der Murgtalbahn 1928
- die Stichstrecke Neckarsteinach–Schönau 1928

Mit dem Bau der Bahnstrecke Bretten–Kürnbach (mit einem möglichen Anschluss an die Zabergäubahn in Leonbronn) war begonnen worden, die Strecke wurde jedoch nicht mehr fertiggestellt.

### Elektrischer Betrieb
Die Badische Staatsbahn eröffnete am 13. September 1913 den elektrischen Betrieb mit Wechselstrom 15 kV, 16⅔ Hz auf der Wiesentalbahn Basel–Zell im Wiesental sowie auf der abzweigenden Strecke Schopfheim–Bad Säckingen. Für den Betrieb wurden neben einer Versuchslok der Reihe A¹ insgesamt 11 Elloks der Reihen A² und A³ (DR-Baureihe E 61) beschafft. Alle Lokomotiven besaßen einen Stangenantrieb, der auf drei Achsen wirkte. Die Elektrifizierung der Wiesentalbahn diente in erster Linie der Erprobung der elektrischen Traktion, eine größere verkehrliche Bedeutung besaß sie nicht. Zu einer Ausweitung des elektrischen Betriebs kam es aufgrund der wirtschaftlich schwierigen Lage nach dem Ersten Weltkrieg nicht mehr, die Elektrifizierung des badischen Bahnnetzes wurde erst ab 1952 in größerem Umfang fortgeführt.

## Streckennetz
Die Strecken der Badischen Staatsbahn wurden wie folgt eröffnet:
| Streckenabschnitt                                                               | als Teil der Strecke                                                | eröffnet am       |
| ------------------------------------------------------------------------------- | ------------------------------------------------------------------- | ----------------- |
| Mannheim–Heidelberg                                                             | Badische Hauptbahn                                                  | 12. Sept. 1840    |
| Heidelberg–Karlsruhe                                                            | Badische Hauptbahn                                                  | 10. April 1843    |
| Karlsruhe–Ettlingen–Rastatt                                                     | Badische Hauptbahn                                                  | 1. Mai 1844       |
| Rastatt–Baden-Oos                                                               | Badische Hauptbahn                                                  | 6. Mai 1844       |
| Baden-Oos–Offenburg                                                             | Badische Hauptbahn                                                  | 1. Juni 1844      |
| Appenweier–Kehl                                                                 | –                                                                   | 1. Juni 1844      |
| Baden-Oos–Baden-Baden                                                           | –                                                                   | 27. Juli 1845     |
| Offenburg–Freiburg (Breisgau)                                                   | Badische Hauptbahn                                                  | 1. Aug. 1845      |
| Freiburg (Breisgau)–Müllheim (Baden)                                            | Badische Hauptbahn                                                  | 1. Juni 1847      |
| Müllheim (Baden)–Schliengen                                                     | Badische Hauptbahn                                                  | 15. Juni 1847     |
| Schliengen–Efringen-Kirchen                                                     | Badische Hauptbahn                                                  | 8. Nov. 1848      |
| Efringen-Kirchen–Haltingen                                                      | Badische Hauptbahn                                                  | 22. Jan. 1851     |
| Hafenbahn Mannheim                                                              | –                                                                   | 9. Nov. 1854      |
| Haltingen–Basel Badischer Bahnhof                                               | Badische Hauptbahn                                                  | 20. Feb. 1855     |
| Basel Badischer Bahnhof–Bad Säckingen                                           | Badische Hauptbahn                                                  | 4. Feb. 1856      |
| Bad Säckingen–Waldshut                                                          | Badische Hauptbahn                                                  | 30. Okt. 1856     |
| Durlach–Wilferdingen-Singen                                                     | Karlsruhe–Mühlacker                                                 | 10. Aug. 1859     |
| Waldshut–Koblenz ¹                                                              | Waldshut–Turgi                                                      | 18. Aug. 1859     |
| Kehl–Straßburg ¹                                                                | Appenweier–Strasbourg                                               | 11. Mai 1861      |
| Wilferdingen-Singen–Pforzheim                                                   | Karlsruhe–Mühlacker                                                 | 4. Juli 1861      |
| Heidelberg–Meckesheim–Mosbach                                                   | Badische Odenwaldbahn                                               | 23. Okt. 1862     |
| Pforzheim–Mühlacker                                                             | Karlsruhe–Mühlacker                                                 | 1. Juni 1863      |
| Waldshut–Schaffhausen–Singen (Hohentwiel)–Konstanz                              | Badische Hauptbahn                                                  | 13. Juni 1863     |
| Offenburg–Hausach                                                               | Schwarzwaldbahn                                                     | 2. Juli 1866      |
| Mosbach–Osterburken–Lauda–Heidingsfeld                                          | Badische Odenwaldbahn                                               | 25. Aug. 1866     |
| Singen (Hohentwiel)–Engen                                                       | Schwarzwaldbahn                                                     | 6. Sept. 1866     |
| Radolfzell–Stockach                                                             | Radolfzell–Mengen                                                   | 20. Juli 1867     |
| Mannheim–Ludwigshafen am Rhein ¹                                                | –                                                                   | 10. Aug. 1867     |
| Lauda–Hochhausen                                                                | Taubertalbahn                                                       | 10. Okt. 1867     |
| Engen–Donaueschingen                                                            | Schwarzwaldbahn                                                     | 15. Juni 1868     |
| Meckesheim–Bad Rappenau                                                         | Neckargemünd–Jagstfeld                                              | 25. Juni 1868     |
| Hochhausen–Wertheim                                                             | Taubertalbahn                                                       | 15. Okt. 1868     |
| Bad Rappenau–Jagstfeld                                                          | Neckargemünd–Jagstfeld                                              | 5. Aug. 1869      |
| Donaueschingen–Villingen                                                        | Schwarzwaldbahn                                                     | 16. Aug. 1869     |
| Königshofen–Bad Mergentheim                                                     | Taubertalbahn                                                       | 23. Okt. 1869     |
| Stockach–Meßkirch                                                               | Radolfzell–Mengen                                                   | 3. Feb. 1870      |
| Weil am Rhein–Saint-Louis ¹                                                     | –                                                                   | 11. Feb. 1872     |
| Schwackenreute–Pfullendorf                                                      | Bahnstrecke Altshausen–Schwackenreute                               | 11. Aug. 1873     |
| Meßkirch–Mengen                                                                 | Radolfzell–Mengen                                                   | 6. Sept. 1873     |
| Krauchenwies–Sigmaringen                                                        | Bahnstrecke Krauchenwies–Sigmaringen                                | 6. Sept. 1873     |
| Hausach–Villingen                                                               | Schwarzwaldbahn                                                     | 1. Nov. 1873      |
| Bruchsal–Graben-Neudorf–Rheinsheim                                              | Bruchsal–Germersheim                                                | 23. Nov. 1874     |
| Lauchringen–Stühlingen                                                          | Wutachtalbahn                                                       | 22. April 1875    |
| Stühlingen–Weizen (bei Stühlingen)                                              | Wutachtalbahn                                                       | 15. Okt. 1876     |
| Rheinsheim–Germersheim ¹                                                        | Bruchsal–Germersheim                                                | 15. Mai 1877      |
| Müllheim–Neuenburg (Rhein)–Mülhausen ¹                                          | –                                                                   | 6. Feb. 1878      |
| Hausach–Wolfach                                                                 | Kinzigtalbahn                                                       | 15. Juli 1878     |
| Neckargemünd–Eberbach–Jagstfeld                                                 | Neckartalbahn                                                       | 24. Mai 1879      |
| Mannheim-Friedrichsfeld–Schwetzingen                                            | –                                                                   | 1. Juni 1880      |
| Wolfach–Schiltach                                                               | Kinzigtalbahn                                                       | 4. Nov. 1886      |
| Freiburg (Breisgau)–Neustadt (Schwarzwald)                                      | Höllentalbahn                                                       | 23. Mai 1887      |
| Seckach–Walldürn                                                                | Seckach–Miltenberg                                                  | 1. Dez. 1887      |
| Weil am Rhein–Lörrach                                                           | Weil am Rhein–Lörrach, (Strategische Bahn zur Umgehung der Schweiz) | 20. Mai 1890      |
| Schopfheim–Bad Säckingen                                                        | Wehratalbahn, (Strategische Bahn zur Umgehung der Schweiz)          | 20. Mai 1890      |
| Weizen (bei Stühlingen)–Immendingen                                             | Wutachtalbahn, (Strategische Bahn zur Umgehung der Schweiz)         | 20. Mai 1890      |
| Donaueschingen–Hüfingen                                                         | Bregtalbahn                                                         | 20. Okt. 1892     |
| Graben-Neudorf–Blankenloch–Karlsruhe– Durmersheim–Rastatt–Roppenheim (Elsass) ¹ | –                                                                   | 1. Mai 1895       |
| Neubau Rangierbahnhof Karlsruhe                                                 | –                                                                   | 1. Mai 1895       |
| Karlsruhe Rangierbahnhof–Karlsruhe West–Knielingen                              | –                                                                   | 1. Mai 1895       |
| Stahringen–Überlingen                                                           | Bahnstrecke Stahringen–Friedrichshafen                              | 18. Aug. 1895     |
| Walldürn–Amorbach ¹                                                             | Seckach–Miltenberg                                                  | 20. Sept. 1899    |
| Steinsfurt–Eppingen                                                             | –                                                                   | 15. Nov. 1900     |
| Waldkirch–Elzach                                                                | Elztalbahn                                                          | 20. Aug. 1901     |
| Neustadt (Schwarzwald)–Hüfingen                                                 | Höllentalbahn                                                       | 20. Aug. 1901     |
| Überlingen–Friedrichshafen ¹                                                    | Bahnstrecke Stahringen–Friedrichshafen                              | 1. Okt. 1901      |
| Oberuhldingen–Unteruhldingen                                                    | –                                                                   | 2. Okt. 1901      |
| Marbach (Baden)–Bad Dürrheim                                                    | –                                                                   | 31. Juli 1904     |
| Güterumgehungsbahn Freiburg (Breisgau)                                          | –                                                                   | 4. Spet. 1905     |
| Mannheim-Rheinau–Brühl (Baden)                                                  | Rheinau–Ketsch                                                      | 1. Okt. 1905      |
| Mimmenhausen-Neufrach–Frickingen                                                | –                                                                   | 1. Dez. 1905      |
| Neubau Güterbahnhof Basel                                                       | –                                                                   | 15. Dez. 1905     |
| Güterumgehungsbahn Bruchsal                                                     | –                                                                   | 29. Jan. 1906     |
| Neubau Rangierbahnhof Mannheim, südlicher Teil                                  | –                                                                   | 1. Okt. 1906      |
| Neubau Rangierbahnhof Mannheim, nördlicher Teil                                 | –                                                                   | 1. Mai 1907       |
| Kappel-Gutachbrücke – Lenzkirch – Bonndorf                                      | Bonndorferbahn                                                      | 24. Sept. 1907    |
| Weisenbach–Forbach                                                              | Murgtalbahn                                                         | 15. Juni 1910     |
| Neubau Bahnhof Offenburg und Güterbahn Windschläg–Offenburg                     | –                                                                   | 6. Nov. 1911      |
| Walldürn–Hardheim                                                               | Walldürn–Hardheim                                                   | 23. Nov. 1911     |
| Brühl (Baden)–Ketsch                                                            | Rheinau–Ketsch                                                      | 1. Juli 1912      |
| Neubau Basel Badischer Bahnhof                                                  | –                                                                   | 13. Sept. 1913    |
| Neubau Basel Badischer Rangierbahnhof                                           | –                                                                   | ab 15. Sept. 1913 |
| Neubau Karlsruhe Hauptbahnhof                                                   | –                                                                   | 23. Okt. 1913     |
| Singen (Hohentwiel)–Beuren-Büßlingen                                            | Randenbahn                                                          | 21. Nov. 1913     |
| Neubau Güterbahnhof Heidelberg                                                  | –                                                                   | 2. März 1914      |
| Tauberbischofsheim–Königheim                                                    | Tauberbischofsheim–Königheim                                        | 1. Dez. 1914      |
| Forbach–Raumünzach                                                              | Murgtalbahn                                                         | 4. Juni 1915      |

Bei den mit ¹ bezeichneten grenzüberschreitenden Strecken gehört nur der Streckenteil bis zur Staatsgrenze zur Badischen Staatsbahn. Die Basler Verbindungsbahn wurde durch die Schweizerische Centralbahn gebaut und von der Badischen Staatsbahn mitfinanziert. Der für die Höllentalbahn vorgesehene Streckenabschnitt Donaueschingen-Hüfingen wurde auf Staatskosten gebaut, jedoch zunächst von der Bregtalbahn als Privatbahn unterhalten und betrieben. Nach Eröffnung der Höllentalbahn 1901 wurde auf diesem Abschnitt die Betriebsführung sowie der Unterhalt von den Badischen Staatseisenbahnen übernommen und ein Gemeinschaftsbetrieb eingeführt.
Als staatlich betriebene Privatbahnen wurden eröffnet:
| Streckenabschnitt                                          | als Teil der Strecke          | eröffnet am   | verstaatlicht am | gebaut von                                  |
| ---------------------------------------------------------- | ----------------------------- | ------------- | ---------------- | ------------------------------------------- |
| Basel Badischer Bahnhof–Schopfheim                         | Wiesentalbahn                 | 7. Juni 1862  | 1. Jan. 1889     | Wiesental-Eisenbahn-Gesellschaft            |
| Karlsruhe–Maxau                                            | Maxaubahn                     | 5. Aug. 1862  | 14. Aug. 1906    | Stadt Karlsruhe                             |
| Maxau–Maximiliansau ¹                                      | Maxaubahn                     | 8. Mai 1865   | 14. Aug. 1906    | Stadt Karlsruhe                             |
| Dinglingen–Lahr/Schwarzwald                                | Bahnstrecke Lahr–Lahr Stadt   | 15. Nov. 1865 | 29. Sept. 1906   | Lahrer Eisenbahn-Aktien-Gesellschaft        |
| Rastatt–Gernsbach                                          | Murgtalbahn                   | 1. Juni 1869  | 1. Juli 1904     | Murgthal-Eisenbahn-Aktiengesellschaft       |
| Mannheim–Schwetzingen–Graben-Neudorf– Eggenstein–Karlsruhe | Bahnstrecke Mannheim–Rastatt  | 4. Aug. 1870  | 4. Aug. 1870     | Stadt Mannheim                              |
| Freiburg (Breisgau)–Breisach                               | Bahnstrecke Freiburg–Colmar   | 6. Feb. 1871  | 6. Dez. 1881     | Stadt Freiburg, Stadt Breisach              |
| Heidelberg–Schwetzingen                                    | Bahnstrecke Heidelberg–Speyer | 17. Juli 1873 | 1. Juli 1894     | Heidelberg-Speyer-Eisenbahn-Gesellschaft    |
| Schwetzingen–Speyer                                        | Bahnstrecke Heidelberg–Speyer | 10. Dez. 1873 | 1. Juli 1894     | Heidelberg-Speyer-Eisenbahn-Gesellschaft    |
| Denzlingen–Waldkirch                                       | Elztalbahn                    | 1. Jan. 1875  | 1. Apr. 1886     | Stadt Waldkirch                             |
| Schopfheim–Zell im Wiesental                               | Wiesentalbahn                 | 5. Feb. 1876  | 1. Jan. 1890     | Schopfheim-Zeller Eisenbahngesellschaft     |
| Appenweier–Oppenau                                         | Renchtalbahn                  | 1. Juni 1876  | 31. Mai 1909     | Renchtaleisenbahngesellschaft               |
| Breisach–Colmar¹                                           | Bahnstrecke Freiburg–Colmar   | 5. Jan. 1878  | 6. Dez. 1881     | Stadt Freiburg, Breisach, Land Baden        |
| Grötzingen–Bretten–Eppingen                                | Kraichgaubahn                 | 15. Okt. 1879 | 15. Okt. 1879    | Stadt Karlsruhe                             |
| Ettlingen West–Ettlingen Erbprinz                          | Ettlinger Seitenbahn          | 25. Aug. 1885 | −                | Stadt Ettlingen, 1. Jan. 1898 an B.L.E.A.G. |
| Ettlingen Erbprinz–Ettlingen Stadt                         | Ettlinger Seitenbahn          | 15. Juli 1887 | −                | Stadt Ettlingen, 1. Jan. 1898 an B.L.E.A.G. |
| Gernsbach–Weisenbach                                       | Murgtalbahn                   | 1. Mai 1894   | 1. Juli 1904     | Murgthal-Eisenbahn-Aktiengesellschaft       |

Außer der Strecke Ettlingen West–Ettlingen Stadt, die am 1. Januar 1898 von der B.L.E.A.G. übernommen wurde, gingen alle staatlich betriebenen Privatbahnen im Laufe der Zeit in Staatsbesitz über.
Eine Sonderrolle nimmt die Strecke Mosbach–Mudau als privat betriebene Staatsbahnstrecke sowie als einzige Schmalspurbahn der Badischen Staatsbahn ein, die am 3. Juni 1905 eröffnet wurde. Mit dem Bau und Betrieb dieser Strecke wurde die Firma Vering & Waechter beauftragt.
Als privat betriebene Staatsbahn wurde eröffnet:
| Strecke (Spurweite 1000 mm) | eröffnet am  | gebaut von        | Betriebsführung                                                              |
| --------------------------- | ------------ | ----------------- | ---------------------------------------------------------------------------- |
| Strecke Mosbach–Mudau       | 3. Juni 1905 | Vering & Waechter | Vering & Waechter, 1. April 1917 an DEBG, 1. Mai 1931 an Deutsche Reichsbahn |

Neben den von der Badischen Staatsbahn betriebenen Eisenbahnen gab es ab 1887 auch vollständig privat betriebene Eisenbahnen, die in dieser Liste nicht enthalten sind.
Die Deutsche Reichsbahn vervollständigte das badische Streckennetz bis 1945 um folgende Strecken:
| Streckenabschnitt                   | als Teil der Strecke             | eröffnet am    |
| ----------------------------------- | -------------------------------- | -------------- |
| Oppenau–Bad Peterstal               | Renchtalbahn                     | 28. Nov. 1926  |
| Titisee–Seebrugg                    | Dreiseenbahn                     | 1. Dez. 1926   |
| Raumünzach–Klosterreichenbach       | Murgtalbahn                      | 13. April 1928 |
| Neckarsteinach–Schönau (Odenwald)   | Neckarsteinach–Schönau           | 21. Okt. 1928  |
| Bad Peterstal–Bad Griesbach         | Renchtalbahn                     | 25. Mai 1933   |
| Tuttlingen–Hattingen (Baden)        | Bahnstrecke Tuttlingen–Hattingen | 15. Mai 1934   |
| Freiburg (Breisgau)–Freiburg-Wiehre | Höllentalbahn                    | 8. Nov. 1934   |

Ferner wurden einige Strecken von auswärtigen Staatsbahnen gebaut, die badisches Territorium berührten. Der Abschnitt Bretten–Bruchsal wechselte 1878 ins Eigentum der Badischen Staatsbahn.
| Streckenabschnitt                               | als Teil der Strecke                                         | eröffnet am    | Betreiber                                 |
| ----------------------------------------------- | ------------------------------------------------------------ | -------------- | ----------------------------------------- |
| Heidelberg–Weinheim–Frankfurt (Main)            | Bahnstrecke Frankfurt am Main–Heidelberg, „Main-Neckar-Bahn“ | 1. Aug. 1846   | Main-Neckar-Eisenbahn-Gesellschaft        |
| Mühlacker–Bretten–Bruchsal                      | Württembergische Westbahn                                    | 1. Dez. 1853   | K.W.St.E.                                 |
| Pforzheim–Bad Wildbad                           | Enzbahn                                                      | 11. Juni 1868  | K.W.St.E.                                 |
| Rottweil–Villingen                              | –                                                            | 26. Aug. 1869  | K.W.St.E.                                 |
| Jagstfeld–Osterburken                           | –                                                            | 27. Sept. 1869 | K.W.St.E.                                 |
| Tuttlingen–Immendingen                          | Obere Neckarbahn                                             | 26. Juli 1870  | K.W.St.E.                                 |
| Konstanz–Kreuzlingen Hafen–Romanshorn           | Seelinie                                                     | 1. Juli 1871   | Schweizerische Nordostbahn                |
| Basel Badischer Bahnhof–Basel Centralbahnhof    | Basler Verbindungsbahn                                       | 3. Nov. 1873   | Schweizerische Centralbahn                |
| Pforzheim–Calw                                  | Nagoldtalbahn                                                | 1. Juni 1874   | K.W.St.E.                                 |
| Singen (Hohentwiel)–Etzwilen–Winterthur         | –                                                            | 17. Juli 1875  | Schweizerische Nationalbahn               |
| Konstanz–Kreuzlingen–Etzwilen                   | –                                                            | 17. Juli 1875  | Schweizerische Nationalbahn               |
| Pfullendorf–Aulendorf                           | –                                                            | 14. Aug. 1875  | K.W.St.E.                                 |
| Mannheim Neckarstadt–Biblis                     | Riedbahn                                                     | 15. Okt. 1879  | Hessische Ludwigsbahn                     |
| Mannheim-Waldhof–Käfertal–Mannheim Hauptbahnhof | Riedbahn                                                     | 1. Mai 1880    | Hessische Ludwigsbahn                     |
| Schwaigern–Eppingen                             | Kraichgaubahn                                                | 18. Aug. 1880  | K.W.St.E.                                 |
| Lohr–Wertheim                                   | Maintalbahn                                                  | 1. Okt. 1881   | K.Bay.Sts.B                               |
| Erbach–Eberbach                                 | Odenwaldbahn                                                 | 27. Mai 1882   | Hessische Ludwigsbahn                     |
| Freudenstadt–Schiltach                          | Kinzigtalbahn                                                | 4. Nov. 1886   | K.W.St.E.                                 |
| Tuttlingen–Inzigkofen                           | Bahnstrecke Tuttlingen–Inzigkofen                            | 27. Nov. 1890  | K.W.St.E.                                 |
| Schramberg–Schiltach                            | –                                                            | 9. Nov. 1892   | K.W.St.E.                                 |
| Weinheim–Fürth (Odenwald)                       | Weschnitztalbahn                                             | 1895           | Preußisch-Hessische Eisenbahngemeinschaft |
| Schaffhausen–Jestetten–Eglisau                  | –                                                            | 1. Juni 1897   | Schweizerische Nordostbahn                |
| Weinheim–Lampertheim                            | Weinheim-Worms                                               | 1905           | Preußisch-Hessische Eisenbahngemeinschaft |
| Miltenberg–Wertheim                             | Maintalbahn                                                  | 1. Okt. 1912   | K.Bay.Sts.B                               |

## Fahrzeuge

### Lokomotiven

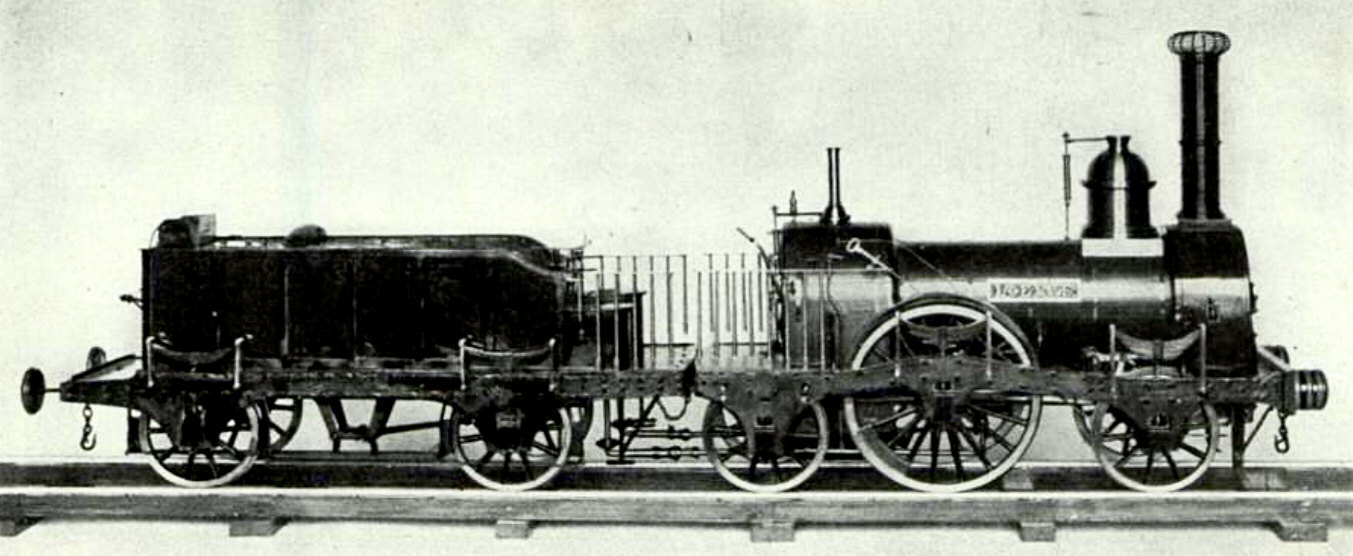
LÖWE von Sharp-Manchester

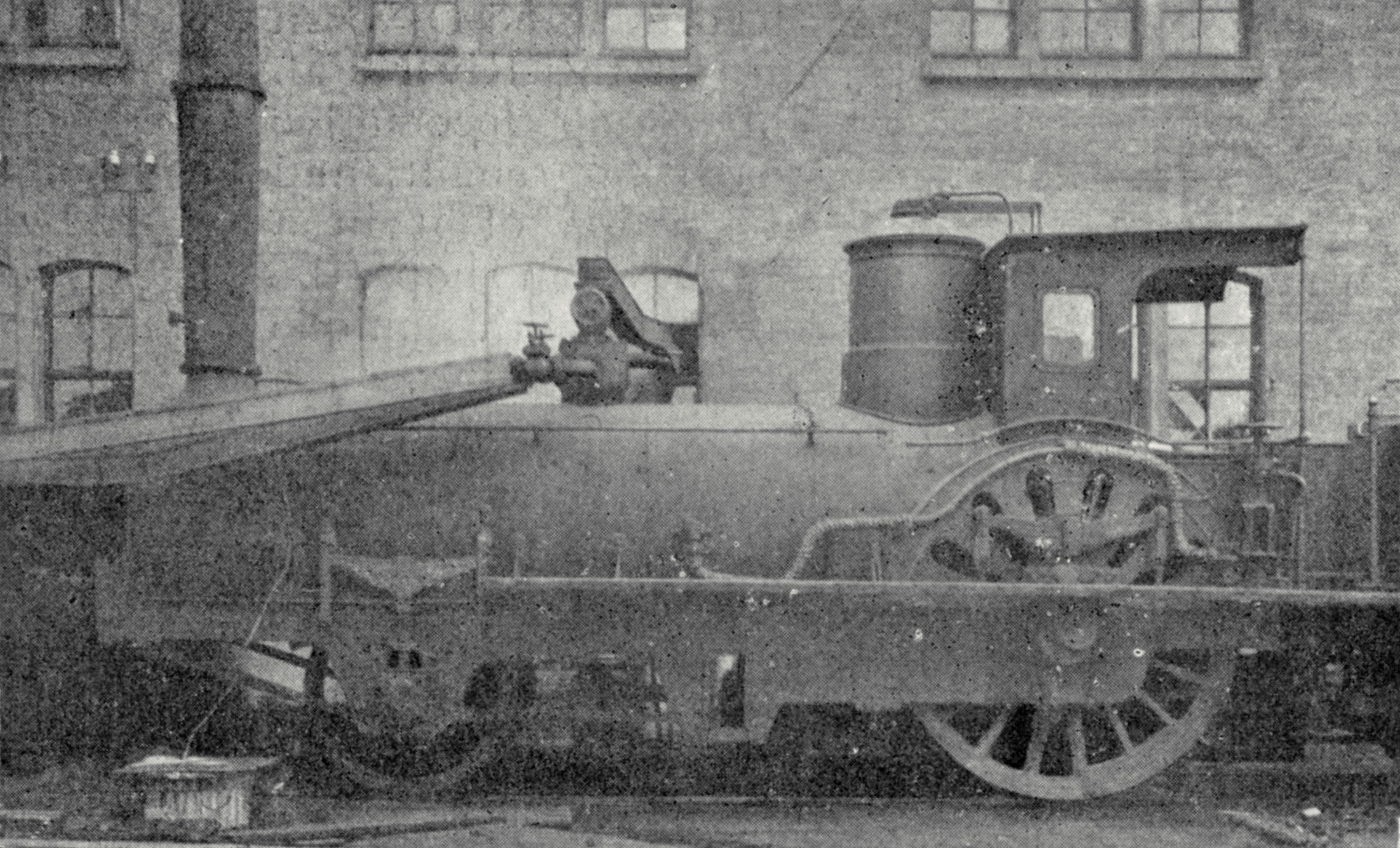
LÖWE oder GREIF, nach 1895

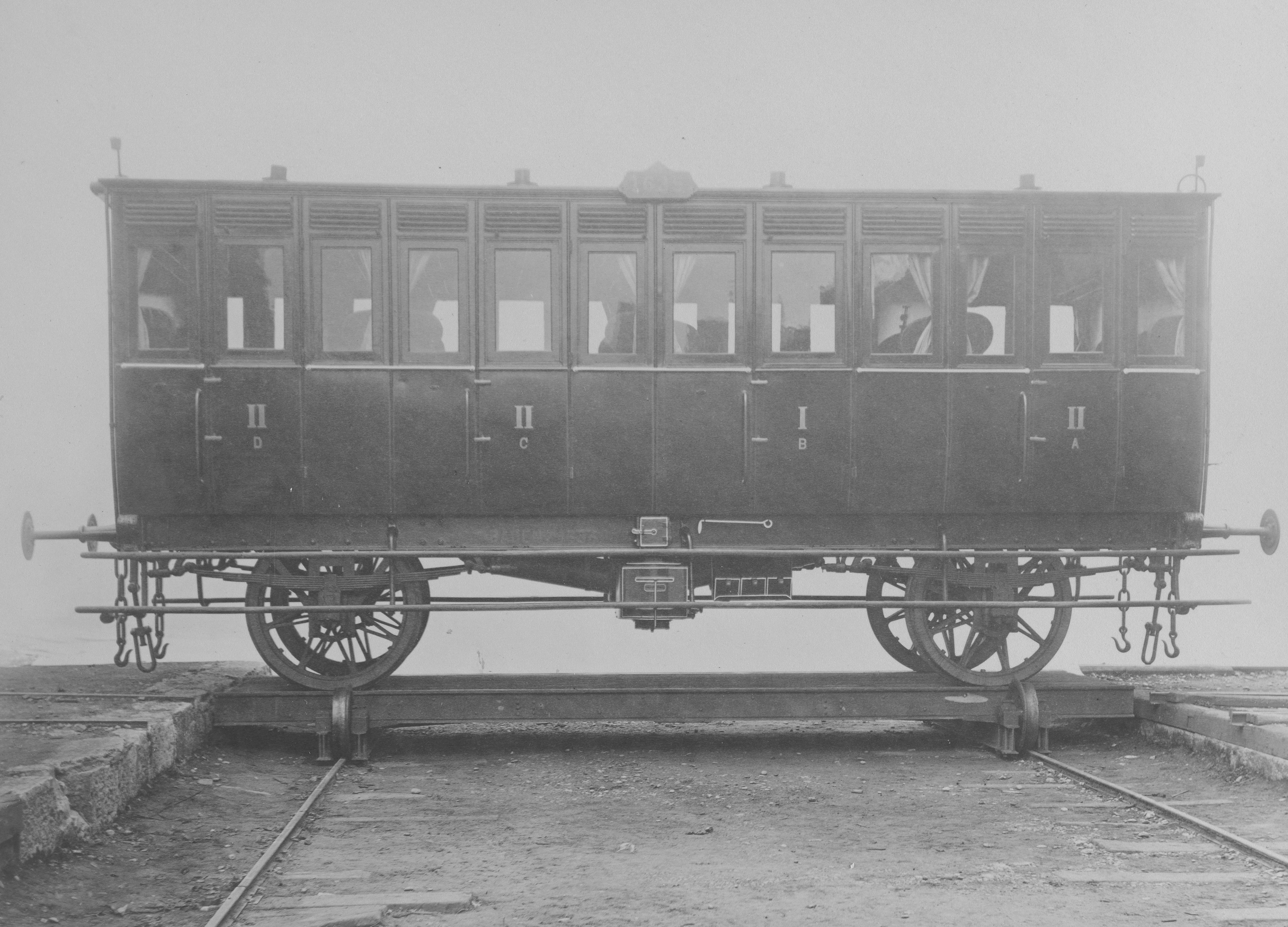
Abteilwagen 1. und 2. Klasse. Gebaut 1878 von der Schweizerischen Industrie-Gesellschaft

Die beiden ersten Dampflokomotiven für die Badische Staatsbahn fertigte die englische Lokomotivschmiede Sharp, Roberts & Co und lieferte sie 1839. Sie trugen die Namen Löwe und Greif. Mindestens eine der beiden Lokomotiven soll 1855 in eine Crampton-Lokomotive umgebaut worden und weitere 40 Jahre gelaufen sein. 1895 außer Dienst gestellt, trieb sie dann stationär noch eine Pumpe in der Ausbesserungswerkstatt in Karlsruhe an.
Mit dem Weiterbau der Eisenbahnstrecken wuchs der Fahrzeugpark schnell an. Zum Zeitpunkt der Umspurung von Breit- in Normalspur 1854/55 waren bereits 66 Lokomotiven, 65 Tender und 1133 Wagen im Bestand. Am Ende des Ersten Weltkriegs betrug der Fahrzeugbestand 915 Lokomotiven, 27600 Güterwagen und 2500 Personenwagen, von denen laut Versailler Vertrag 106 Lokomotiven, 7307 Güterwagen und 400 Personenwagen an die Siegermächte als Reparation abzugeben waren. Ein Überblick über die Badischen Lokomotivbaureihen findet sich in der Liste der badischen Lokomotiven und Triebwagen.
Die Schlepptender wurden ab 1897 nicht mehr nur – wie damals üblich – von den Produzenten der Lokomotiven, sondern zum größten Teil von der belgischen Wagenbauanstalt Baume & Marpent, sowie ab 1912 von den bei den Waggonfabriken Fuchs und Rastatt gebaut. Die Badische Tenderreihe 2’2’ T 15 wurde sogar exklusiv bei Baume & Marpent produziert.

### Wagen
Die Badische Staatsbahn förderte die Entstehung einer eigenen Eisenbahnfahrzeug-Industrie in Baden durch die bevorzugte Bestellung bei einheimischen Firmen. Bevorzugter Hersteller von Lokomotiven war die Maschinenfabrik von Keßler und Martiensen in Karlsruhe, aus der sich später die Maschinenbau-Gesellschaft Karlsruhe entwickelte. Die drei wichtigsten Wagenlieferanten der Badischen Staatseisenbahnen waren seit ca. 1842 die Waggonfabrik Schmieder & Mayer in Karlsruhe, die 1862 gegründete Waggonfabrik Fuchs in Heidelberg und die 1897 gegründete Waggonfabrik Rastatt. In geringem Umfang fertigte auch die Hauptwerkstätte Karlsruhe selbst Eisenbahnwagen. Einige Wagen wurden auch bei der Schweizerischen Industrie-Gesellschaft gekauft.
Einzelheiten zu den einzelnen Baureihen der Personenwagen befinden sich in der Liste badischer Personenwagen.

### Salonwagen

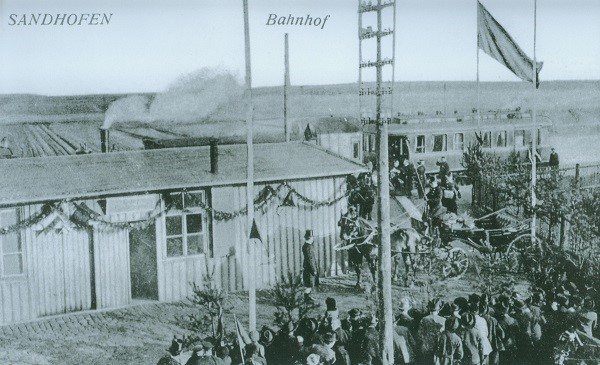
Ankunft von Großherzogin Luise am 17. Juli 1900 in Sandhofen mit einem Hofzug, der aus Lokomotive, einem Schutzwagen und ihrem Salonwagen besteht

Die Badischen Staatseisenbahnen hielten Salonwagen für das großherzogliche Haus vor. Das älteste dieser Fahrzeuge war ein zweiachsiger Wagen mit drei Abteilen, einem Wagen der 1. Klasse sehr ähnlich, der 1845 oder 1856 bei Schmieder & Mayer in Karlsruhe gebaut wurde. Dieses Fahrzeug war für die bald erreichten höheren Geschwindigkeiten nicht geeignet. Zu dem oder den Ersatzfahrzeugen ist nichts bekannt, erst für 1888 ist belegt, dass ein neuer Hofwagen in Dienst gestellt wurde. Das Fahrzeug wurde von der Waggonfabrik Gebrüder Gastell für 32.000 Mark geliefert, hatte drei Achsen, Gasbeleuchtung und war sowohl mit einer Druckluftbremse nach dem System Westinghouse als auch mit einer Saugluftbremse nach dem System Hardy ausgerüstet. Der Wagen trug später die Betriebsnummer 10 001. Die nächste Fahrzeuggeneration war 1894 ein nun sechsachsiger Drehgestellwagen, ähnlich den damals modernen Durchgangszug-Wagen. Auffallend war ein zusätzlicher, repräsentativer Mitteleinstieg mit zweiflügeliger Tür. Der Wagen wurde für 56.200 Mark bei der Waggonfabrik Josef Rathgeber in München beschafft, hatte Warmwasserheizung, Gasbeleuchtung und drei Bremssysteme. Er erhielt die Wagennummer 10 000. Kurz vor dem Ende der Monarchie 1918 wurde eine modernere Version des Wagens in der Waggonfabrik Fuchs, Heidelberg, gebaut, der auch nach dem Zweiten Weltkrieg noch von der US-amerikanischen Besatzungsmacht genutzt wurde.

## Großherzoglich Badische Bodenseedampfschiffahrt
Am 13. Juni 1863 erreichte die Badische Hauptbahn die Stadt Konstanz am Bodensee und damit ihren südöstlichen Endpunkt, da die Seelinie erst 1871 nach Romanshorn weiter führte. Die Bahnstrecke Stahringen–Friedrichshafen und die Bahnstrecke Friedrichshafen–Lindau auf der Nordseite des Sees verbanden sogar erst ab 1901 Südbaden mit Lindau in Bayern und Bregenz in Österreich. Zum Weitertransport der Reisenden und Güter kamen nur die Dampfschiffverbindungen vom Konstanzer Hafen aus in Betracht. Schon am 1. Juli 1863 übernahm der badische Staat die „Dampfschiffahrtsgesellschaft für den Bodensee und Rhein“ in Konstanz, eine 1830 gegründete private Aktiengesellschaft, die mit vier Glattdeckdampfern und drei Güterschleppbooten einen geregelten Schiffsverkehr auf dem Bodensee betrieb, und unterstellte sie als „Großherzoglich Badische Bodenseedampfschiffahrt“ der Verkehrsabteilung und den Auswärtigen Angelegenheiten in Karlsruhe. Die Verwaltung wurde den Großherzoglich Badischen Staatseisenbahnen zugeordnet und von Bezirksbeamten in Konstanz ausgeübt.
Um die Kapazität der gestiegenen Nachfrage anzupassen, wurden noch 1863 zwei neue Glattdeckdampfer in Auftrag gegeben. 1871 wurde das erste repräsentative Salondampfschiff Kaiser Wilhelm in Dienst gestellt, dem bis 1902 fünf Halbsalondampfschiffe folgten. Außerdem beförderten zwei antriebslose Trajektschiffe Eisenbahnwaggons zwischen Konstanz und Bregenz bzw. Lindau. Nach dem Ersten Weltkrieg wurde die Großherzoglich Badische Bodenseedampfschiffahrt 1920 wie alle Länderbahnen dem Deutschen Reich unterstellt und ging 1924 in der Deutschen Reichsbahn auf. Die sieben badischen Schiffe fuhren unter der Reichsflagge, und die Kaiser Wilhelm erhielt den neuen Namen Baden. Die unterschiedlichen Farben der badischen, württembergischen und bayerischen Schiffe wurden durch ein einheitliches Weiß ersetzt – die Weiße Flotte trat die Nachfolge der ehemals „bunten Flotte“ an.